# Moral de Sayago (kommunhuvudort)
Moral de Sayago är en kommunhuvudort i Spanien.   Den ligger i provinsen Provincia de Zamora och regionen Kastilien och Leon, i den nordvästra delen av landet, 230 km nordväst om huvudstaden Madrid. Moral de Sayago ligger 745 meter över havet och antalet invånare är 341.
Terrängen runt Moral de Sayago är huvudsakligen platt, men norrut är den kuperad. Runt Moral de Sayago är det mycket glesbefolkat, med 5 invånare per kvadratkilometer. Närmaste större samhälle är Bermillo de Sayago, 11,6 km söder om Moral de Sayago. Omgivningarna runt Moral de Sayago är i huvudsak ett öppet busklandskap.